# 竹林寺 (東広島市)
竹林寺（ちくりんじ）は、広島県東広島市河内町入野にある真言宗御室派の寺院。

## 沿革・歴史
縁起によれば、天平2年（730年）に行基によって建立され、その際に山上の桜の樹で千手観音を刻んで本尊として桜山花王寺と号したとされる。後に現在の山寺号に改められた。縁起は当地と縁があるとされる小野篁とやや強引に結び付けられていて矛盾点もあるが、応安4年（1371年）に今川了俊が竹林寺を小野篁の故郷とする伝聞を書き残すなど、後世に影響が見られる。
天文14年（1545年）にこの寺の子院である乾蔵坊の僧、もしくは平賀氏当主で僧籍に入った平賀興貞によって再興されたが、慶長5年（1600年）に毛利輝元に代わって福島正則が安芸国の領主となった。正則は寺院統制を行い、竹林寺は寺領を召し上げられて衰退した。

## 境内・環境
境内には本堂、護摩堂、鐘楼や北側からの参道もある。かつては多くの子院があったが、今は小堂などを残すのみである。また、三重塔が東京都の椿山荘へ移されている。本堂南西の鐘楼付近からは西条盆地、沼田川河口、瀬戸内海が見える。

## 文化財

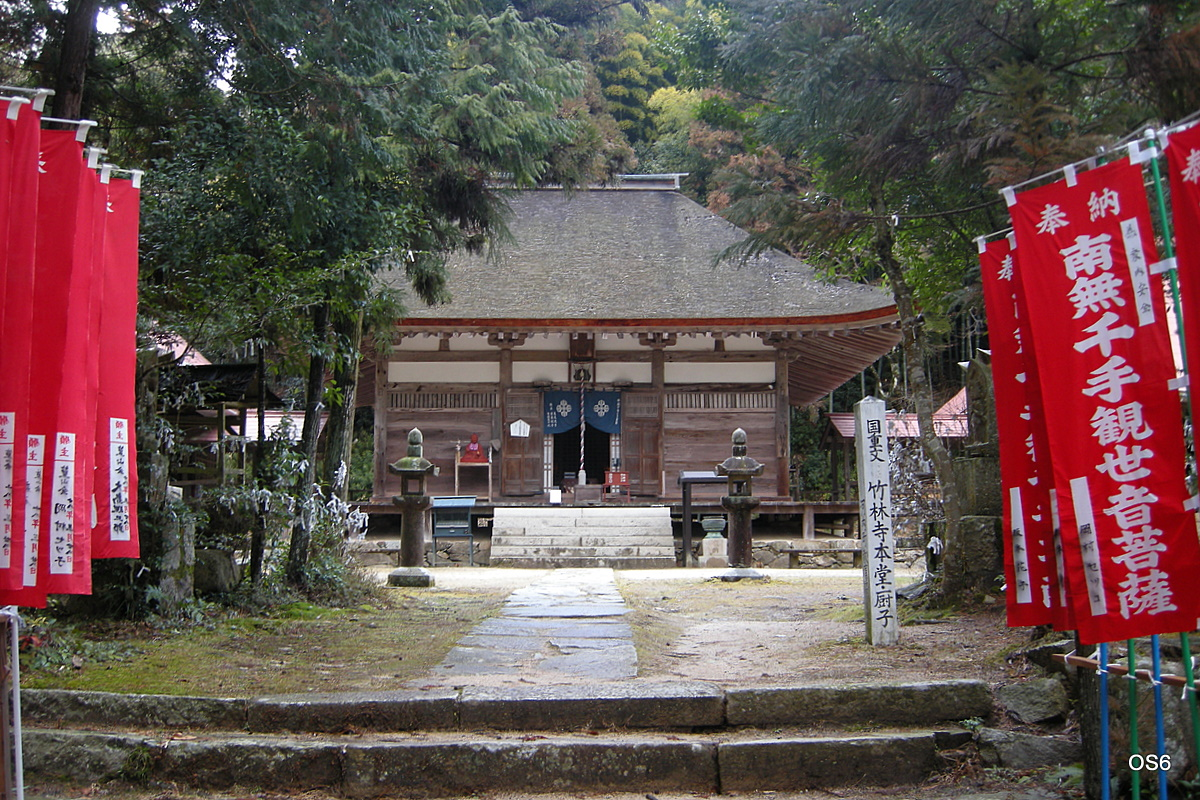
本堂

### 重要文化財（国指定）
- 本堂[1]（永正8年（1511年）再建[2]）

### 広島県重要文化財
- 紙本著色竹林寺縁起絵巻[1]
- 木造地蔵菩薩半跏像[1]（建武5年（1338年）の造像）

### 東広島市重要文化財
- 写本紙本著色竹林寺縁起絵巻[1]
- 仏堂[1]
- 竹林寺縁起絵軸[1]
- 竹林寺龍虎の間襖絵[1]
- 竹林寺石造物[1]